# Ольц, Вера
Ве́ра Лу́сия Фрале́тти Ольц (порт.-браз. Vera Lúcia Fraletti Holtz; род. 7 августа 1953, Татуи, Сан-Паулу) — бразильская актриса и режиссёр театра. Известна по своей роли Лусинды в телесериале «Проспект Бразилии», снятый в 2012 году.

## Биография
Родилась 7 августа 1953 года в Татуи (штат Сан-Паулу, Бразилия). С 18 лет преподавала математику и черчение школьникам города Пирасикабы. Её родителями были Терезинья Фралетти (1920—2004) и Жозе Карлос Ольц (1917—1998). В 1977 году целеустремлённая «королева весны» из Татуи отправилась покорять Рио-де-Жанейро. Как актриса она впервые стала работать на театральной сцене. Постановка 1979 года драматурга Одувалду Вианны Филью «Разорванное сердце» стала её первой известной работой в театре. Её первой эпизодической ролью на телевидении стало участие в мини-сериале «Поздравляю тебя». Первую важную роль на телевидении она исполнила в популярном костюмном сериале 1989 года «Что я за король?». В 1991 году дебютировала в кино, в фильме «На экране всё так же, как и на небе». 
Вера Ольц не жалеет о том, что у неё нет детей, и признаётся, что предпочитает встречаться с мужчинами, которые моложе её. Никогда не была официально замужем.

## Фильмография

### Телевидение
- 2016 — Закон любви — Магнолия
- 2014 — Тусовка — Вик
- 2013 — Сарамандайя — Дона Редонда (Эванжелина де Соуза)/Дона Битела де Соуза
- 2012 — Проспект Бразилии — Лусинда
- 2010 — Страсть — Канде
- 2008 — Три сестры — Виолета Акила
- 2007 — Тропический рай — Марион Новаэс
- 2006 — Пророк — Ана
- 2005 — Белиссима — Орнела Сабатини
- 2004 — Кабокла — Женероза
- 2003 — Женщины в любви — Сантана
- 2002 — Желания женщины — Барбара Толеду
- 2001 — Присутствие Аниты — Марта
- 2000 — Уга-Уга — Санта
- 2000 — Стена — Кандида Олинту
- 1999 — Чикинья Гонзага — Дона Ло
- 1997 — Во имя любви — Сирлея Перейра
- 1996 — Конец света — Флорисбела Мендонса
- 1995 — Новая жертва — Китерия-среда
- 1993 — Раненый зверь — Керубина Прксидес ди Менезес
- 1992 — Телом и душой — Симоне Гедес
- 1991 — Вамп — Алисе Пенн Тейлор
- 1990 — Суррогатная мать — Дос Анжос
- 1990 — Желание — Анжелика
- 1989 — Топ-модель — Ирма Лармер
- 1989 — Что я за король? — Фанни
- 1983 — Поздравляю тебя — продавщица

### В кино
- 2006 — Солнечные ангелы
- 2006 — Кавалер Диди и принцесса Лили
- 2005 — Священный фрукт
- 2003 — Apolônio Brasil, Campeão da Alegria
- 2000 — Tônica Dominante
- 1996 — Во времена кинематографа (короткометражка)
- 1995 — Висенте (короткометражка)
- 1995 — Чокнутый мальчик
- 1995 — Карлота Жоакина, бразильская принцесса
- 1994 — Тысяча и одна
- 1993 — Дикий капитализм
- 1993 — Ночной дневник (короткометражка)
- 1992 — Меня зовут Жоан (короткометражка)
- 1991 — На экране все также, как и на небе